# Windows Services for UNIX
Windows Services for UNIX（简称SFU）是已停止开发一个的微软提供的软件包，它能在Windows NT架构的操作系统上提供一套UNIX环境。
SFU 1.0和2.0采用MKS Toolkit；而从SFU 3.0开始包含Interix子系统，这是微软1999年从美国Softway Systems公司手中收购而来的资产。SFU 3.5是最新的可从微软免费下载的版本。Windows Server 2003包含大多数前SFU组件，而Interix子系统组件被命名为基于UNIX的应用程序（UNIX-based Applications，简称SUA）。Windows Server 2008及更高版本（Windows Vista和Windows 7的企业版与旗舰版）中，含有一个精简的Interix SUA，大多数SFU实用工具必须从微软网站单独下载。
SFU 3.0和3.5中所包含的Interix子系统和稍后发布的SUA Windows组件提供了头文件和程式库，因此能轻易重新编译或者移植UNIX应用程序以供Windows上使用；微软没有make与Windows二进制兼容的Linux或其他Unix（如BSD、Solaris、Xenix等）的二进制文件。与被Interix取代的微软POSIX子系统一样，该子系统应被视为一个独特的类Unix系统。
Windows 10和Windows Server 2019中以适用于Linux的Windows子系统取代了该组件。